# الجمعية الوطنية النيجيرية
الجمعية الوطنية النيجيرية (بالإنجليزية: National Assembly of Nigeria )‏ هي الهيئة التشريعية في نيجيريا، تتكون من المجلس الأعلى مجلس شيوخ نيجيريا
الذي يضم 109 مقعداً، والمجلس الأدنى مجلس نواب نيجيريا الذي يضم 360 مقعداً.